# 大村寺
大村寺（おおむらじ）は、岡山県加賀郡吉備中央町に所在する寺院である。山号は功徳山。宗派は天台宗。本尊は薬師如来。中国四十九薬師霊場第一番札所である。
御詠歌：おおまつは　やくしのみこへ　つたえつつ　てらのむねむね　ふかくしずけし